# 오디세이아

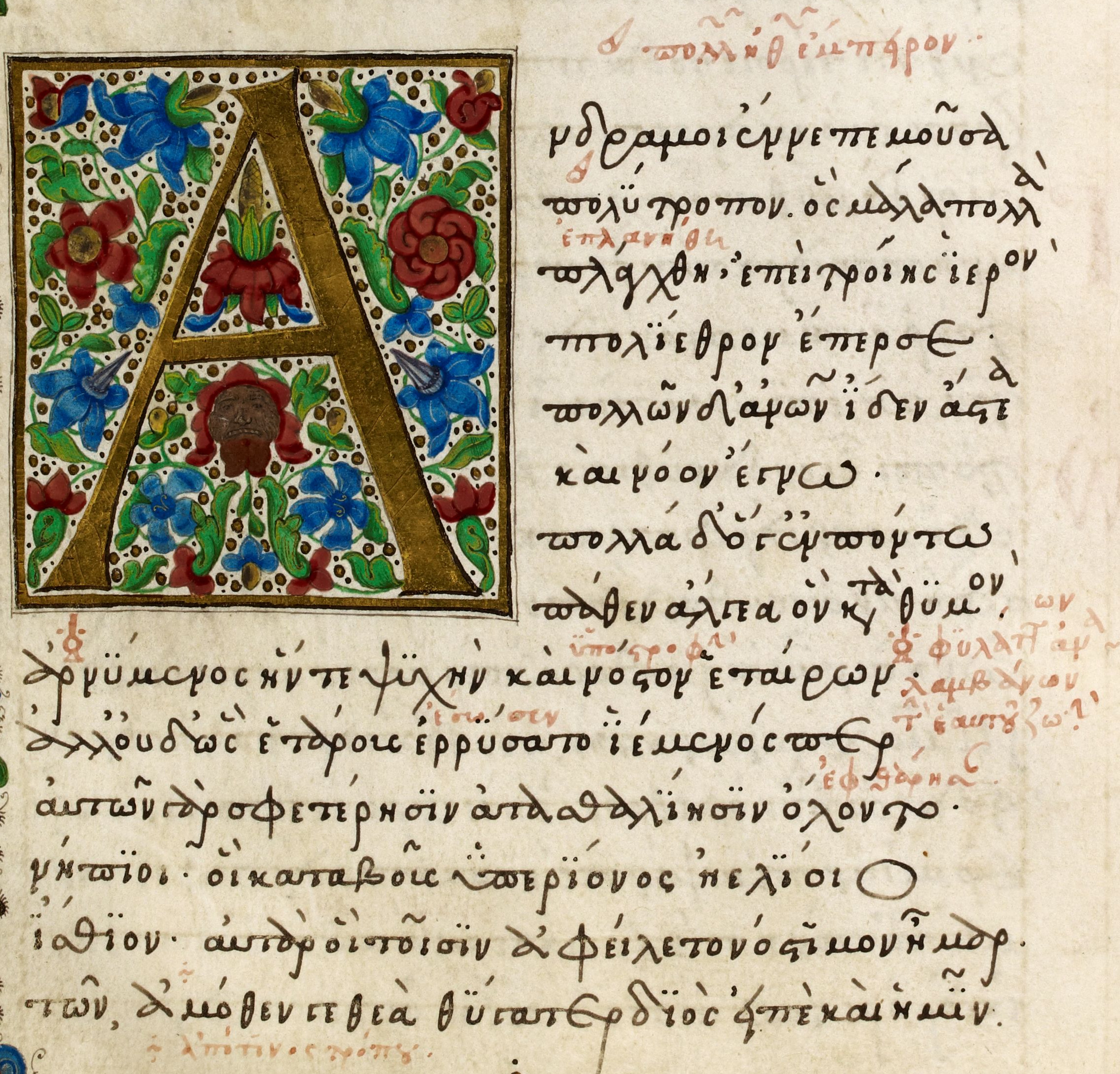
그리스어 《오디세이아》의 글머리

《오디세이아》(고대 그리스어: Ὀδύσσεια 오뒤세이아[*], 그리스어: Οδύσσεια 오디시아[*])는 고대 그리스의 서사시로서 저자는 일반적으로 일리아스의 저자인 호메로스로 전해지고 있다. 시의 주제는 트로이아 전쟁 영웅 오디세우스의 10년간에 걸친 귀향 모험담이다. 때문에 서양 문학사에서는 모험담의 원형으로 주목된다. 일리아스와 마찬가지로 시는 총 24편으로 나뉘며, 6각운(Hexametre)로 작곡되었다.

## 줄거리

### 제1권
트로이가 멸망한 지 벌써 10년이 되어 가나, 이타케 군주인 오디세우스는 바다 위를 떠다니며 아직도 귀국 허가가 없어 칼립소의 섬에 억류당한 채이다. 여러 신들이 이를 불쌍히 여겨, 제우스의 명령으로 헤르메스를 님프 칼립소에게로 보내어 그를 놓아 줄 것을 허락하는 한편, 고향 이타케 섬으로 아테나 여신이 몸소 찾아가, 오디세우스의 아들 텔레마코스에게 부친의 행방을 찾으러 그리스 본토로 갈 것을 권고한다. 그 이타케 섬, 그의 성에서는 주인이 오랫동안 행방 불명된 동안에 이웃 여러 섬과 이타케에서 구혼자들이 몰려와, 그의 아내 페넬로페에게 구혼하며 그 아들의 나이 어림을 기회로 매일같이 향연을 계속해 오디세우스의 재산을 탕진하고 있었다.
그 용사의 이야기를 해 다오. 뮤즈 여신이여. 지모(智謀)가 뛰어나며, 트로이의 거룩한 성시(城市)를 함락시킨 뒤, 참으로 숱한 섬과 나라들을 방황해 온 그 사나이의 이야기를, 자신의 생명을 건지고, 동료들의 귀국 길도 열어 놓으려 애쓰는 동안 숱한 종족이 살고 있는 나라들과 그 기질들에 맞서 분별 있게 행동하고, 해상(海上)에서 무수한 고뇌를 가슴 깊이 되씹기도 여러 번이 있었지.
허나, 무척이나 노력을 기울였음에도 부하들을 구원하지는 못했었다. 어쩔 수 없는 자업 자득이었으니, 그들은 신의 노여움을 받았기 때문이었다. 어리석은 자들이라, 하늘을 가로질러 가는 태양신의 소유물인 소를 마구 잡아먹고 있었으니, 태양신이 그들로부터 귀국의 날을 빼앗았던 것이다. 그러한 내력을, 어느 대목부터라도 좋으니 제우스의 따님이신 뮤즈 여신이여, 우리한테도 이야기해 다오.
다른 대장들로서 준엄한 죽음의 운명을 벗어난 용사들은 이미 모두 다 고향에 돌아가 있었다. 전쟁에서도, 험한 바닷길에서도 운수 좋게 벗어나서, 그런데 오디세우스만은, 고국에 돌아가 아내를 만나길 간절히 바라고 있었는데도, 여신들 사이에서도 세력 있는 님프 칼립소가, 주위에 텅빈 동굴 속에서 그와 결혼하기를 갈망하여 붙잡아 놓고 있었던 것이다.
그러나 마침내 세월이 흘러, 여러 신들이 정해 놓은 이타케 섬으로 돌아갈 그의 귀국 날이 돌아왔으나, 그 때에도 아직 온갖 관에서 벗어날 수는 없었던지, 다시 관의 길이 시작되었다. 즉 다른 신들은 그를 불쌍히 여겼으나, 포세이돈은 아직도 노여움을 풀지 못해 신이나 다름없는 오디세우스가 자기 고국으로 돌아가는 것을 몹시 싫어하고 있었다.
그러나 마침 이즈음 포세이돈은, 먼 곳에 살고 있는 아이티옵스 족들에게로 떠나고 없었다. 이 아이티옵스(에티오피아 사람)들은 인간 세계의 맨 끝에 살고 있었다. 두 갈래로 나뉘어, 한쪽은 해가 저무는 서쪽 끝에, 또 다른 한쪽은 해가 솟는 동쪽 끝에. 그 나라로, 황소와 새끼양의 제물을 바치는 제사에 참여하려고 갔던 것이다.
그리하여 포세이돈이 잔치에 앉아서 즐거워하는 동안, 다른 신들은 올림푸스에 있는 제우스 대신(大神)의 궁전에 모여 있었는데, 인간들과 신들의 어버이 신인 제우스가 맨 먼저 좌중에 의논의 말을 꺼냈다. 그도 그럴 것이, 가슴 속에 용맹했던 아이기스토스가 떠올랐으므로 (그를 아가멤논의 아들이며 천하에 그 이름을 떨친 오레스테스가 죽여 버렸던 것이다.) 그 일을 생각하면서 불사의 신들 가운데 서서 이렇게 말하였다.
"허 참, 정말 무슨 까닭으로 인간들은 우리 신들한테 죄를 뒤집어씌운단 말인가. 재앙이란 재앙은 모두 우리한테서 일어난다고들 하지만 사실은 인간 자신들의 분수를 벗어난 행동 때문에 타고난 운명보다도 더한 쓰라린 꼴을 당하는 것을.
이번 일만 하더라도, 아이기스토스는 아트레우스의 아들 아가멤논의 정실(正室)인 클뤼타임네스트레와 밀통해서는, 아가멤논이 트로이에서 귀국하자 살해하기에 이르렀지. 그것도 이내 자신의 파멸을 부르는 것인 줄 알면서도 말이지, 우리가 미리 저 훌륭한 파수꾼, 아르고스의 살해자인 헤르메스를 사절로 보내어 경계하라고 했는데도 말이야. 아가멤논을 살해하면 안 된다, 또 그 아내를 탐내면 안 된다고 하였는데도.
왜냐 하면 그런 짓을 하면, 곧장 아가멤논의 아들 오레스테스에 의해 복수를 받을 것은 뻔한 일이니까. 지금은 나이가 어리고 타국에 가 있지만, 얼마 뒤면 어른이 되어 제 나라가 그리워 돌아오게 될 것이라고, 그렇게 헤르메스를 시켜 말했는데도, 내가 애써 잘 하라고 걱정해서 말해 주었는데도, 아이기스토스의 얼빠진 마음을 설득하지는 못했던 게야. 그래서 그는 이제 만사를 오직 한 번의 행동으로 앙갚음 당하고 만 셈이란 말이지." (후략)

### 제2권
텔레마코스는 다음 날 아침 시민회의를 열어 구혼자들이 이타케 성을 떠날 것을 요구하지만, 구혼자들의 두목 노릇을 하는 안티노오스는 이를 간단히 무시한다. 텔레마코스는 또한 이타케 주민들에게 오디세우스의 생사를 확인을 위한 여행에 필요로 하는 배 한 척을 마련해 주기를 간청하지만 거절당한다. 실망한 텔레마코스에게 아테나가 오디세우스의 옛 친구인 멘테스의 모습으로 나타나 여행에 필요로 하는 배와 식량 등을 마련해 주리라 약속한다. 저녁이 되어 그는 아테나가 변신한 멘토르와 함께 어머니 페넬로페 몰래 스파르타로 떠난다.

### 제3권
필로스에 도착하여 텔레마코스는 해안에서 네스토르를 만난다. 네스토르는 오디세우스의 아들에게 트로이전쟁에 관해 이야기를 건네준 뒤, 오디세우스의 안부는 스파르타의 군주 메넬라오스에게 알아보라고 텔레마코스에게 조언한다.

### 제4권
메넬라오스의 성에서 텔레마코스와 페이시스트라토스는 환영을 받는다. 헬레네는 텔레마코스에서 겉모습에서 오디세우스의 아들임을 알아차린다. 반갑게 서로 인사를 나눈 후, 함께 저녁 식사를 하면서 메넬라오스는 트로이전쟁에서 오디세우스의 활약을 높이 칭찬한다. 다음날 아침 메넬라오스는 텔레마코스가 아버지의 행방을 물어보기 위해 방문하였다는 것을 알고는, 이집트의 바다신 프로테우스에게서 전해 들은 바에 따르면 오디세우스는 오기기아 섬에 머물고 있을 것이라고 이야기 해 준다. 한편 이타케에서는 안티노오스와 구혼자들은 여행에서 돌아오는 텔레마코스를 암살할 음모를 꾸민다. 페넬로페는 구혼자들의 전령으로부터 이 음모를 전해 듣고는 구원해 줄 것을 아테나에게 기도한다.

### 제5권
(무대바뀜)오디세우스의 장래에 대해 신들이 회의한 끝에 제우스는 헤르메스를 칼립소의 섬으로 보낼것으로 결정했다. 오디세우스를 남편으로 삼기 위하여 수많은 구혼을 오디세우스에게 하는 칼립소에게 헤르메스는 오디세우스를 귀향시키라는 제우스의 명령을 전달한다. 칼립소는 엄한 명령에 복종을 하여 오디세우스에게 귀향 채비를 갖추라고 하며 도끼를 주었다. 얼마 후 오디세우스는 스스로 만든 뗏목을 타고 귀향 길에 오르지만, 그를 저주하는 포세이돈이 일으킨 풍랑에 휩쓸려 온갖 죽을 고생을 한 끝에 바다의 요정 로이코테아의 도움으로 겨우 목숨을 건져 전설적인 섬 파이아케스에 이른다. 허기와 피로로 기진 맥진한 오디세우스는 해안에서 숲덩굴을 찾아 몸을 가린 후 풀숲에서 깊은 잠에 빠진다.

### 제6권
알키노오스가 지배하는 파이아케스족의 섬으로 풍랑에서 목숨을 건진 후 오디세우스가 깊은 잠에 빠져 있는 동안 아테나는 알키노오스의 딸 나우시카아의 꿈에 나타나 날이 밝으면 시녀들을 거느리고 해변으로 나가 밀린 빨래를 하라고 충고한다. 여신의 뜻대로 공주는 바로 오디세우스가 잠을 자고 있는 해변에 이르러 빨래를 마친 후 시녀들과 공놀이를 했는데, 공이 잠자는 오디세우스에게 떨어져 그가 잠에서 깨어나 주변을 둘러본다. 다른 처녀들은 발가벗은 낯선 남자를 보자 모두 달아나지만 나우시카아 공주는 그대로 대면하여 이야기를 듣는다. 오디세우스는 자신이 처한 딱한 상황을 공주에게 솔직히 털어놓으며 도움을 청한다. 공주는 오디세우스가 평범한 남자가 아님을 직감하고 그에게 먹을 것과 입을 옷을 내어 주고 길을 알려 준 후 먼저 가라고 말한다.

### 제7권
나우시카아를 뒤따라 그녀의 아버지의 궁전에 다다른 오디세우스는 아테나의 도움으로 안개에 쌓여 궁전에 스며들어 알키노오스 앞에 모습을 드러낸다. 왕실에 모여 있던 여러 신하들은 갑자기 나타난 이방인을 보고 어수선 해 하는 틈을 타 오디세우스는 왕비 아레테 앞에 무릎을 꿇고 자신이 처한 어려운 상황을 이야기 하면서 도와줄 것을 청한다. 알키노오스는 오디세우스를 술자리에 초대하여 환영을 한다. 아레테는 오디세우스가 입고 있는 옷을 눈여겨 보고는 어디서 옷을 얻었는가 묻자, 오디세우스 나우시카아를 해변에서 만난 사실을 솔직히 이야기한다. 밤이 늦어 모두들 잠자리를 찾는다.

## 번역
- 호메로스 저, 천병희 역, 오뒷세이아, 숲, 2006(제1판)/2015(제2판, 희랍어 원전 번역)